# Stop or Go
De Stop or Go card is een praktisch hulpmiddel om lawinegevaar te objectiveren. Het is bedoeld voor wintersporters die zich buiten de gebaande pisten begeven.
Het is een kartonnen kaartje dat door de wintersporter makkelijk meegenomen kan worden.
De eerste check (een zijde van het kaartje) is gebaseerd op de hellingshoeksgrenzen van Werner Munter die al naargelang het lawinegevaar beskied kunnen worden.
In de tweede check worden de lawinebouwende factoren als sneeuwdek en weersinvloeden op hun gevaarlijkheid beoordeeld. 
Aansluitend wordt de beslissing STOP or GO gemaakt.
Op de andere zijde van het kaartje worden voorzorgsmaatregelen die genomen kunnen worden om het gevaar te reduceren kort besproken. Deze maatregelen komen van de 3X3 reductie methode. En een plannings checklijstje.
Verder is er nog een hellingshoekmeter voor stafkaarten op het kaartje geïntegreerd.
Het is ontwikkeld door Michael Larcher in samenwerking met de  Österreichischer Alpenverein (ÖAV).